# Alejandro Wolff
Alejandro Daniel Wolff est un diplomate américain, notamment ambassadeur des États-Unis aux Nations unies par intérim du 9 décembre 2006 au 23 avril 2007 entre les mandats de John R. Bolton et Zalmay Khalilzad. Fonctionnaire au département d'État des États-Unis à partir de 1979, il est ambassadeur adjoint à l'ONU de 2005 à 2010. Il est par la suite ambassadeur au Chili entre septembre 2010 et décembre 2010.